# Бова, Ефим Ермолаевич
Ефим Ермолаевич Бова (1919—1943) — ефрейтор Рабоче-крестьянской Красной Армии, участник Великой Отечественной войны, Герой Советского Союза (1944).

## Биография
Ефим Бова родился в 1919 году в селе Поповка в семье крестьянина. Получил неполное среднее образование. С 1930 года проживал в Архангельской области, работал трактористом на лесопункте Вересово в Коношском районе. 13 декабря 1941 года был призван на службу в Рабоче-крестьянскую Красную Армию Коношским районным военным комиссариатом. Первоначально служил в запасном полку, обучался сапёрному делу. С февраля 1942 года — на фронтах Великой Отечественной войны. Участвовал в боях на Карельском и Северо-Западном фронтах. Принимал участие в наступлении на масельском и медвежьегорском направлениях, Старорусской наступательной операции, оборонительных боях в Новгородской области. К июлю 1943 года ефрейтор Ефим Бова был сапёром 58-го отдельного сапёрного батальона 37-й стрелковой дивизии 34-й армии Северо-Западного фронта.
20 июля 1943 года во время освобождения деревни Михалкино Старорусского района Бова сделал проходы во вражеских минных полях и провёл через них стрелковый взвод. В бою получил ранение, но поля боя не покинул. После окончания боя, направляясь вместе с ранеными бойцами в медпункт, на берегу реки Редья Бова столкнулся с группой вражеских солдат и вступил в бой. Остался прикрывать отход своих товарищей. Получил ранения в обе ноги. Чтобы избежать пленения, гранатой подорвал себя и окруживших его немецких солдат. Похоронен в деревне Давыдово Старорусского района Новгородской области.
Указом Президиума Верховного Совета СССР от 4 июня 1944 года за «героизм и самопожертвование в борьбе с немецко-фашистскими захватчиками» ефрейтор Ефим Бова посмертно был удостоен высокого звания Героя Советского Союза.
Был также награждён орденом Ленина и медалью «За отвагу». В честь Бовы названа улица в посёлке Вересово Архангельской области.